# Emil Oberholzer
Emil Oberholzer (* 24. Dezember 1883 in Zweibrücken; † 4. Mai 1958 in New York) war ein Schweizer Psychiater und Psychoanalytiker.
Der Sohn eines Fabrikdirektors studierte Medizin an der Universität Zürich und promovierte 1908. Er liess sich in Zürich und Schaffhausen in Psychiatrie ausbilden. 1912 machte er eine Lehranalyse bei Sigmund Freud. 1919 eröffnete er eine Praxis in Zürich. Von der Gründung 1919 bis 1928 war Oberholzer Präsident der Schweizerischen Gesellschaft für Psychoanalyse. Er war der Erste, der in der Deutschschweiz Psychoanalysen durchführte. 1938 emigrierte er in die Vereinigten Staaten, wo er weiter als Psychoanalytiker praktizierte.

## Werke (Auswahl)
- Kastration und Sterilisation von Geisteskranken in der Schweiz. Aus der psychiatrischen Universitätsklinik in Zürich. Carl Marhold, Halle a.S. 1911. (Diss. Med. Univ. Zürich).
- Phobie eines sechsjährigen Knaben. In: Schweizerische pädagogische Zeitschrift 32 (1922), Heft 1 (Januar), S. 18–21. (Digitalisat in E-Periodica).
- Der Neurose entgegen? Märchen und Träume eines kleinen Buben. In: Schweizerische pädagogische Zeitschrift 32 (1922), Heft 6 (Juni), S. 168–174. (Digitalisat in E-Periodica).
- mit Hermann Rorschach† und W[alter] Morgenthaler: Psychodiagnostik. Methodik und Ergebnisse eines wahrnehmungsdiagnostischen Experiments (Deutenlassen von Zufallsformen). 7., rev. Aufl., H. Huber, Bern 1954. (Arbeiten zur angewandten Psychiatrie; 2).